# Télévision numérique terrestre au Portugal
 (mars 2022).
La mise en forme du texte ne suit pas les recommandations de Wikipédia : il faut le « wikifier ».
Les points d'amélioration suivants sont les cas les plus fréquents :
- Les titres sont pré-formatés par le logiciel. Ils ne sont ni en capitales, ni en gras.
- Le texte ne doit pas être écrit en capitales (les noms de famille non plus), ni en gras, ni en italique, ni en « petit »…
- Le gras n'est utilisé que pour surligner le titre de l'article dans l'introduction, une seule fois.
- L'italique est rarement utilisé : mots en langue étrangère, titres d'œuvres, noms de bateaux, etc.
- Les citations ne sont pas en italique mais en corps de texte normal. Elles sont entourées par des guillemets français : « et ».
- Les listes à puces sont à éviter, des paragraphes rédigés étant largement préférés. Les tableaux sont à réserver à la présentation de données structurées (résultats, etc.).
- Les appels de note de bas de page (petits chiffres en exposant, introduits par l'outil «  Source ») sont à placer entre la fin de phrase et le point final[comme ça].
- Les liens internes (vers d'autres articles de Wikipédia) sont à choisir avec parcimonie. Créez des liens vers des articles approfondissant le sujet. Les termes génériques sans rapport avec le sujet sont à éviter, ainsi que les répétitions de liens vers un même terme.
- Les liens externes sont à placer uniquement dans une section « Liens externes », à la fin de l'article. Ces liens sont à choisir avec parcimonie suivant les règles définies. Si un lien sert de source à l'article, son insertion dans le texte est à faire par les notes de bas de page.
- La présentation des références doit suivre les conventions bibliographiques. Il est recommandé d'utiliser les modèles {{Ouvrage}}, {{Chapitre}}, {{Article}}, {{Lien web}} et/ou {{Bibliographie}}. Le mode d'édition visuel peut mettre en forme automatiquement les références.
- Insérer une infobox (cadre d'informations à droite) n'est pas obligatoire pour parachever la mise en page.

Pour une aide détaillée, merci de consulter Aide:Wikification.
Si vous pensez que ces points ont été résolus, vous pouvez retirer ce bandeau et améliorer la mise en forme d'un autre article.

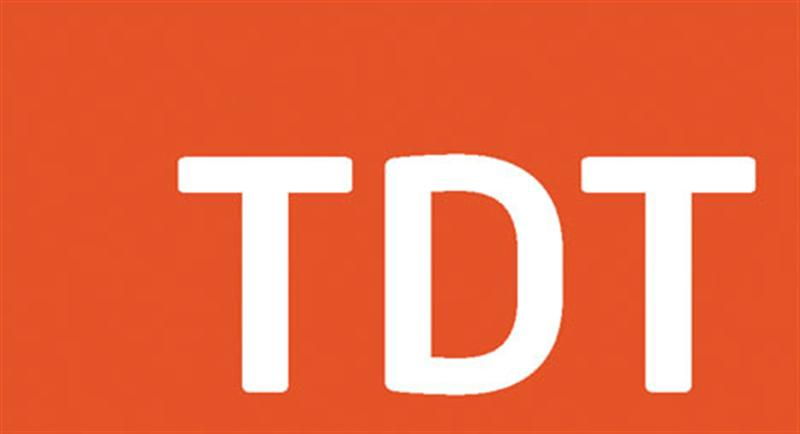
Logo TDT portugais.

La télévision numérique terrestre au Portugal (en portugais : Televisão Digital Terrestre) a démarré le 29 avril 2009 avec 4 chaînes de télévision en clair disponibles (Portugal continental). Sur les îles des Açores et de Madère, la chaîne régionale correspondante (RTP Açores ou RTP Madeira) est également disponible. En juin 2010, la couverture TNT atteignait 83 % de la population et 100 % à la fin de 2010. L'arrêt de l'analogique a eu lieu le 26 avril 2012.
La télévision numérique terrestre au Portugal est considérée comme un service public de radio et de télévision appartenant à l'État portugais, géré directement par l'État lui-même et indirectement par le biais de concessions administratives à des personnes privées.
Le 1er décembre 2016, les chaînes de la TNT RTP3 et RTP Memoria ont été intégrées à la TNT. En outre, deux nouvelles chaînes privées, qui seront déterminées par un appel d'offres public, seront ajoutées dans un avenir proche. Le 4 septembre, il a été annoncé que l'une d'entre elles sera une chaîne d'information et l'autre une chaîne sportive.
À ce jour, le Portugal est le seul pays en Europe à ne pas avoir de chaînes HD sur la TNT. Les Portugais sont "obligés" à souscrire au câble pour recevoir les signaux de télévision (même les chaînes publiques) en haute définition.

## Chaînes

### Chaînes nationales
| N° | Chaîne         | Chaîne   | Accès   | Groupe                                               | Format de diffusion |
| -- | -------------- | -------- | ------- | ---------------------------------------------------- | ------------------- |
| 1  | RTP1           | Publique | Gratuit | Rádio e Televisão de Portugal                        | 576i (SD)           |
| 2  | RTP2           | Publique | Gratuit | Rádio e Televisão de Portugal                        | 576i (SD)           |
| 3  | SIC            | Privée   | Gratuit | Impresa                                              | 576i (SD)           |
| 4  | TVI            | Privée   | Gratuit | Media Capital                                        | 576i (SD)           |
| 5  | ARTV           | Publique | Gratuit | Assembleia da República (Assemblée de la République) | 576i (SD)           |
| 6  | RTP3           | Publique | Gratuit | Rádio e Televisão de Portugal                        | 576i (SD)           |
| 7  | RTP Memória    | Publique | Gratuit | Rádio e Televisão de Portugal                        | 576i (SD)           |
| 8  | EEC Secundário | Publique | Gratuit | Rádio e Televisão de Portugal                        | 576i (SD)           |

### Chaînes des régions autonomes
Les deux régions autonomes du Portugal, les archipels des Açores et de Madère, disposent chacune d'une chaîne régionale émettant sur la télévision numérique terrestre. Ces chaînes appartiennent au radiodiffuseur public national RTP.
| N° | Chaîne      | Chaîne   | Région autonome | Accès   | Groupe                        | Format    |
| -- | ----------- | -------- | --------------- | ------- | ----------------------------- | --------- |
| 5  | RTP Açores  | Publique | Açores          | Gratuit | Rádio e Televisão de Portugal | 576i (SD) |
| 5  | RTP Madeira | Publique | Madeira         | Gratuit | Rádio e Televisão de Portugal | 576i (SD) |

## Technologie
Au Portugal, la technologie utilisée pour la diffusion de la télévision numérique est le standard DVB-T. Il fonctionne dans la bande UHF, dans les fréquences MFN. La modulation est de type 64QAM et la bande passante de chaque canal est de 8 MHz. Le type d'onde porteuse est 8K.

### Définition standard (SD)
La TNT en définition standard (SD) est diffusée en compressant la vidéo avec la norme MPEG4/H.264 à une définition de 576i. Le son est généralement codé en MP2 à 192 Kbps. Données techniques de la TDT (TNT)

## Cinquième chaîne nationale
La création de la cinquième chaîne de télévision "Telecinco" a été critiquée par les principaux diffuseurs privés, TVI et SIC. Ils affirment que le marché de la publicité télévisée est déjà saturé et qu'un nouveau diffuseur serait préjudiciable aux chaînes existantes.
Il s'agissait d'un processus divisé en deux licences différentes : l'une pour la gestion du réseau et de la fréquence FTA, et l'autre pour la gestion et la distribution des chaînes et du contenu de la télévision payante. Les deux licences ont été acquises par Altice (anciennement PT). Altice a également acquis le diffuseur Televisão Independente (TVI), devenant ainsi le seul diffuseur de télévision avec des signaux analogiques.